# Sheridan NGL (трубопровід для ЗВГ)
Sheridan NGL – трубопровід в Техасі, призначений для транспортування зріджених вуглеводневих газів (ЗВГ). Наразі значна частина його траси передана до системи Purity Ethane and Propane Pipelines.
У 1965 році компанія Shell відкрила в Шерідані (округ Колорадо) газопереробний комплекс Houston Central. В його складі з’явились потужності по вилученню зріджених вуглеводневих газів, котрі могли транспортуватись по трубопроводу Sheridan NGL. Останній прямував у південно-східну частину х’юстонської агломерації, де Shell належав нафтопереробний та нафтохімічний майданчик Діїр-Парк. Довжина трубопроводу, виконаного в діаметрі 150 мм, становила 104 милі, а пропускна здатність – до 30,9 тисяч барелів на добу.
Станом на початок 2000-х Sheridan NGL діяв за схемою, котра передбачала окреме функціонування його західної та східної частин. Перша, котра починається від Houston Central, транспортувала фракціоновані продукти до точок передачі в інші трубопровідні системи:
- етан та пропан до лінії KS, котра обслуговує потреби нафтохімічного майданчику Dow Chemical у Фріпорті;
- суміш бутану та газового бензину з метою подальшої передачі на західній околиці х’юстонської агломерації у систему Seminole NGL, котра прямує до ЗВГ-хабу Монт-Белв’ю.
Що стосується східної частини Sheridan NGL, то її використали для перекидання бутилену між певним пунктом у південній частині агломерації та Діїр-Парком.
Наприкінці 2000-х новий власник Houston Central та трубопроводу компанія Copano Energy вирішила перевести західну частину Sheridan NGL у склад системи Purity Ethane and Propane Pipelines, котру призначили виключно під обслуговування потреб Dow Chemical. У східній частині все-так же продовжувалось транспортування бутилену (та бутану) в межах Х’юстона.